# Терморегулятор
Терморегулятор (англ. heat regulator, heat(ing) controller, temperature regulator, thermostatic control) – прилад для автоматичного підтримання заданого значення температури або її зміни за заданим законом.
Терморегулятор має у своєму складі датчик, який передає поточне значення температури вимірювальному пристрою, де відбувається її порівняння із заданим значенням; якщо виміряна та задана температури відрізняються, терморегулятор видає сигнал розузгодження, і регулювальний орган змінює надходження нагрівального або охолоджувального агента у теплову установку.
Найпростіший терморегулятор – біметалічна пластина, що встановлюється в праску. В системах автоматики також використовують:
- ртутні електроконтактні терморегулятори, виконані у вигляді термометра з регульованим по висоті електродом;
- електронні терморегулятори, в яких вимірювання та обробка сигналу відбувається електронними пристроями.
- механічні терморегулятори – прилади, що здійснюють регулювання температури за допомогою фізичних змін матеріалів (розширення рідини, газу або металу), які через механічний привід впливають на орган керування, наприклад, заслінку або клапан. Типовий приклад – механічний терморегулятор для котла[2].